# Eridolius taigensis
Eridolius taigensis är en stekelart som beskrevs av Dmitriy R. Kasparyan 1985. Eridolius taigensis ingår i släktet Eridolius och familjen brokparasitsteklar. Arten är reproducerande i Sverige. Inga underarter finns listade i Catalogue of Life.